# 弘昀
弘昀（1700年9月19日—1710年12月10日），愛新覺羅氏，清朝雍正帝第二子，乾隆帝的哥哥，母親是齊妃李氏。康熙三十九年八月初七日生，康熙四十九年十月二十五日殤，年10歲。